# Coniophanes lateritius
Espèce
Statut de conservation UICN

 DD  : Données insuffisantes
Coniophanes lateritius est une espèce de serpents de la famille des Dipsadidae.

## Répartition
Cette espèce est endémique du Mexique. Elle se rencontre au Sinaloa, au Jalisco et au Morelos.

## Publication originale
- Cope, 1862 "1861" : On Elapomorphus, Sympholis, and Coniophanes. Proceedings of the Academy of Natural Sciences of Philadelphia, vol. 13, p. 522-524 (texte intégral).